# Землетрус поблизу Японських островів (2015)
Землетрус поблизу Японських островів — землетрус магнітудою 8,5 за шкалою Ріхтера, що стався у суботу 30 травня 2015 року в Тихому океані на південь від столиці Японії Токіо. 
Епіцентр землетрусу локалізований неподалік від островів Огасавара, на глибині більше 500 км під морським дном. Землетрус відчувався на всьому острову Хонсю і спричинив зупинку швидкісних потягів «сінкансен» між Токіо й Осакою.